# Cocumola
Cocùmola ( Cucùmmula in dialetto salentino ) è una frazione di 853 abitanti del comune di Minervino di Lecce in provincia di Lecce.
È situata nell'entroterra del Salento sud-orientale a 105 metri sul livello del mare, poco distante dalla costa adriatica. Dista 3 km dal capoluogo comunale e 41 km da Lecce.

## Geografia fisica

### Territorio
Il nucleo abitativo del paese si trova adagiato in un piano circondato da uliveti secolari e posizionato a 105 metri sul livello del mare. In direzione di Poggiardo si eleva l'omonima serra appartenente alle cosiddette serre salentine, ricoperta di ulivi, macchia mediterranea e pini italici.

### Clima
La stazione meteorologica di riferimento è quella di Lecce Galatina. In base alle medie di riferimento trentennale (1961-1990), la temperatura media del mese più freddo, gennaio, si attesta attorno ai +8 °C, mentre quella del mese più caldo, luglio, si aggira sui +25 °C. Le precipitazioni medie annue superano di poco i 600 mm, con un marcato minimo estivo ed un picco autunnale.
| Mesi                       | Mesi | Mesi | Mesi | Mesi | Mesi | Mesi | Mesi | Mesi | Mesi | Mesi | Mesi | Mesi | Stagioni | Stagioni | Stagioni | Stagioni | Anno  |
| Mesi                       | Gen  | Feb  | Mar  | Apr  | Mag  | Giu  | Lug  | Ago  | Set  | Ott  | Nov  | Dic  | Inv      | Pri      | Est      | Aut      | Anno  |
| -------------------------- | ---- | ---- | ---- | ---- | ---- | ---- | ---- | ---- | ---- | ---- | ---- | ---- | -------- | -------- | -------- | -------- | ----- |
| T. max. media (°C)         | 12   | 13   | 16   | 18   | 22   | 26   | 32   | 30   | 25   | 19   | 16   | 14   | 13       | 18,7     | 29,3     | 20       | 20,3  |
| T. min. media (°C)         | 4    | 5    | 8    | 10   | 12   | 16   | 18   | 17   | 14   | 11   | 9    | 7    | 5,3      | 10       | 17       | 11,3     | 10,9  |
| Precipitazioni (mm)        | 63,0 | 53,6 | 67,6 | 38,4 | 27,5 | 20,3 | 18,2 | 32,3 | 53,5 | 80,6 | 91,0 | 81,4 | 198,0    | 133,5    | 70,8     | 225,1    | 627,4 |
| Giorni di pioggia          | 8    | 8    | 8    | 6    | 4    | 3    | 2    | 3    | 5    | 7    | 7    | 9    | 25       | 18       | 8        | 19       | 70    |
| Umidità relativa media (%) | 82   | 77   | 75   | 74   | 70   | 66   | 63   | 67   | 71   | 77   | 81   | 83   | 80,7     | 73       | 65,3     | 76,3     | 73,8  |

## Origini del nome
Le origini del nome sono da ricondurre alla parola latina cucuma, che significa piccolo vaso di creta, supponendo che nel paese in passato vi erano botteghe artigiane dedite alla produzione di terrecotte. La presenza delle fogge farebbe pensare anche al termine latino cumulus col significato di raccolta, accumulo, granaio. In documenti del XVII secolo compare con il nome Cocumella.

## Storia
Cocumola deriva il proprio nome dal latino medievale 'coccum', altura. Il territorio di Cocumola è stato abitato sin da tempi antichissimi come testimoniano i dolmen e menhir esistenti. Nel 1885 lo storico Cosimo De Giorgi descrisse accuratamente due dolmen (Muntarruni e Monte Culumbu) e due menhir (Croce e Pizzilonghi-Urpinara). Nel periodo messapico qui vi era un deposito di prodotti del raccolto, costruito scavando nel terreno calcareo le fogge, una sorta di magazzini (silos) a forma di imbuto capovolto.

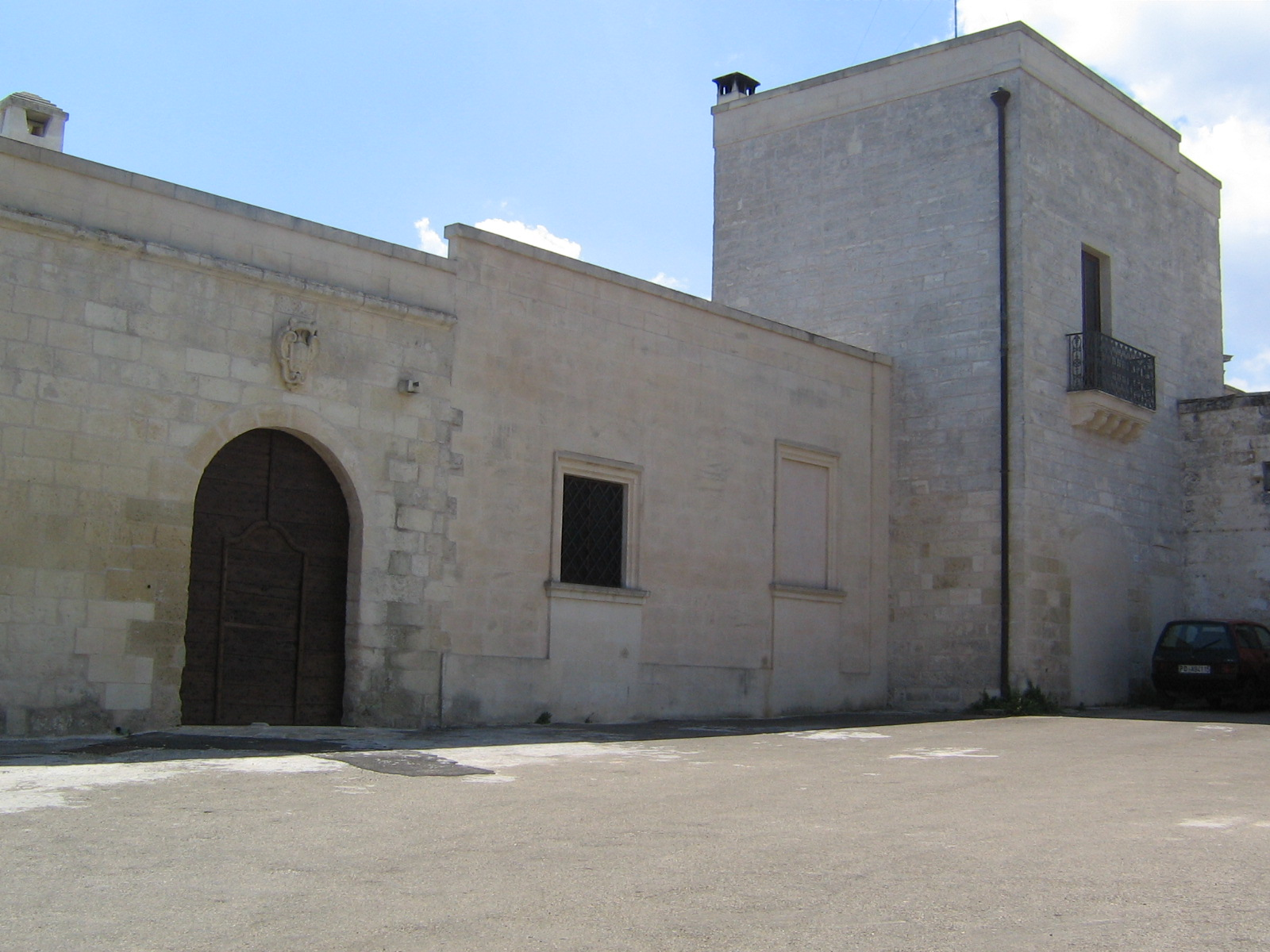
Palazzo seicentesco

Fu senz'altro colonizzata dai greci e, successivamente, passò sotto il dominio romano. Evidenti tracce della presenza romana a Cocumola e dintorni sono da attribuire ad una strada vicinale che dalla masseria San Giovanni conduce a Porto Badisco e il cui fondo stradale è costituito da pietra biancastra con evidenti tracce delle carrozze che nei tempi l'hanno percorso. Indubbia quindi, la presenza a Cocumola di abitanti Messapi, Romani e poi successivamente, Bizantini, Normanni ed Angioini. I Bizantini avrebbero lasciato le tracce del loro passaggio con una chiesa di rito greco dedicata a San Giorgio, di cui non rimangono tracce se non nel toponimo Via San Giorgio nelle vicinanze in cui la chiesa sorgeva.
Intorno al XVI secolo, divenuta casale con il nome di San Joannis di Cocumola, il paese fu dotato di un torrione circolare a guardia delle vie di accesso al mare dopo le incursioni dei saraceni nel Salento, in particolare successivamente alla presa della vicina città di Otranto. La torre circolare venne abbattuta negli ultimi anni del XIX secolo e il materiale utilizzato per l'ampliamento della settecentesca chiesa Matrice (1896-1906).
Ulteriori notizie, relative principalmente alla demografia del paese, si apprendono dal catasto onciario del 1749. Cocumola faceva parte della Diocesi di Castro e risultava essere uno dei più piccoli casali di Terra d'Otranto insieme a quello di Vaste e San Cassiano. Nel 1508 il casale era costituito da soli 28 "fuochi" (famiglie) che crebbero sino a 59 nel 1595. Successivamente essi decrebbero a 50 nel 1648 e a 30 nel 1669. Nel 1732 Cocumola fu tassata per 33 fuochi mentre nel 1737 se ne contavano 31.
Diverse furono le famiglie che ebbero in possesso il feudo di Cocumola nel corso dei secoli. Primi feudatari furono i Sangiovanni che ottennero il casale direttamente dal re Guglielmo II. Nel 1277 il feudo fu diviso in due quote, di cui una rimane nella famiglia Sangiovanni, l'altra, con il nome di Cocumola, perviene nella famiglia Sambiasi. Le due quote verranno unite solo nel XVII secolo. Alla quota di Cocumola si susseguirono i Ventura, i Gualtieri, i Ruiz de Castro e nel 1786 fu acquistata dai Rossi che furono gli ultimi utili signori sino al 1806, anno di eversione della feudalità. Con l'unità d'Italia Cocumola fu aggregato al comune di Minervino di Lecce.

## Monumenti e luoghi d'interesse

### Architetture religiose

#### Chiesa di San Nicola Vescovo

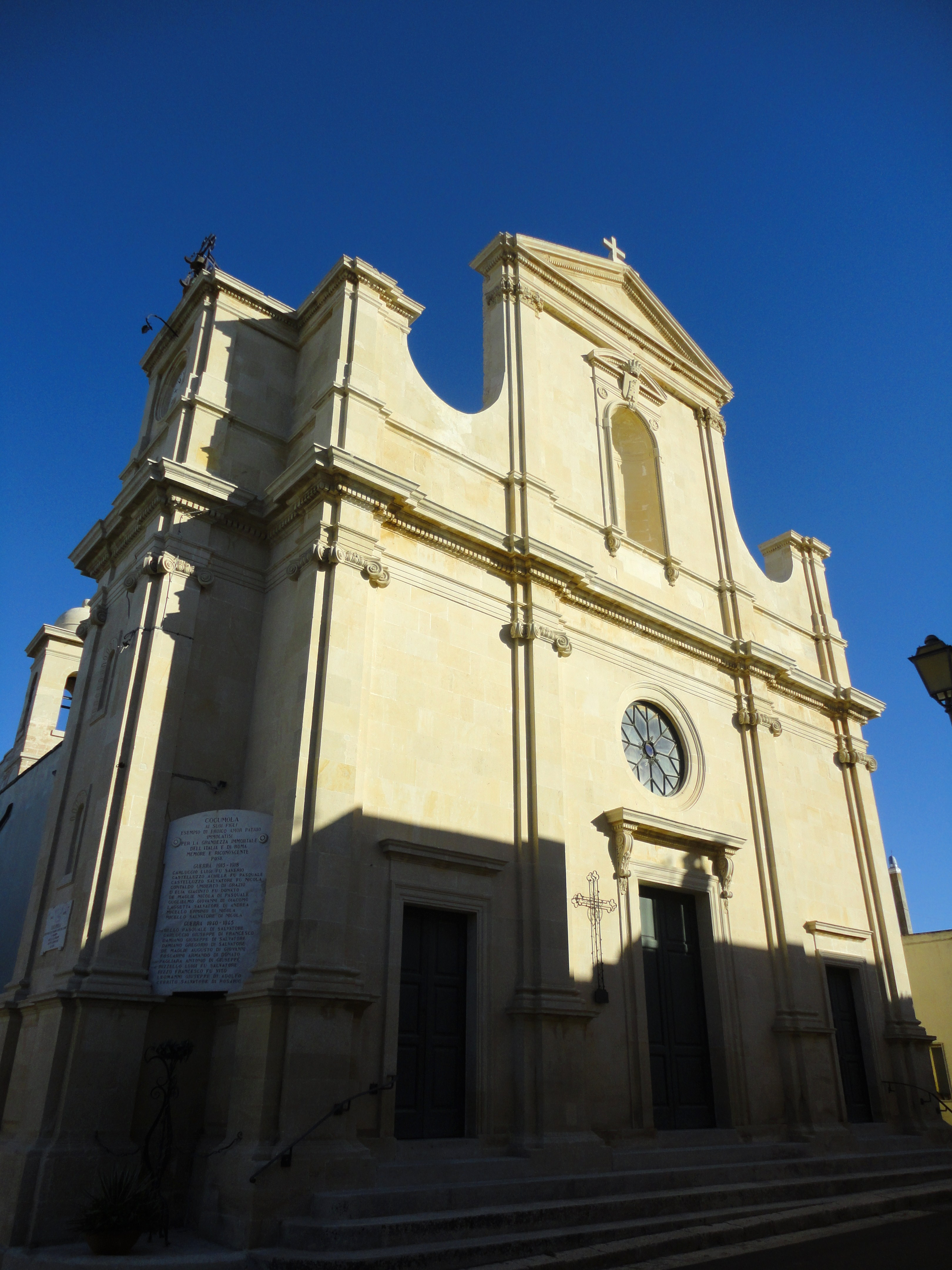
Chiesa madre di San Nicola

La chiesa madre di san Nicola, sede dell'omonima Parrocchia, fu edificata nel XVIII secolo. Subì lavori di ampliamento tra il 1896 e il 1906, anno in cui furono portati a compimento la facciata e la torre dell'orologio. 

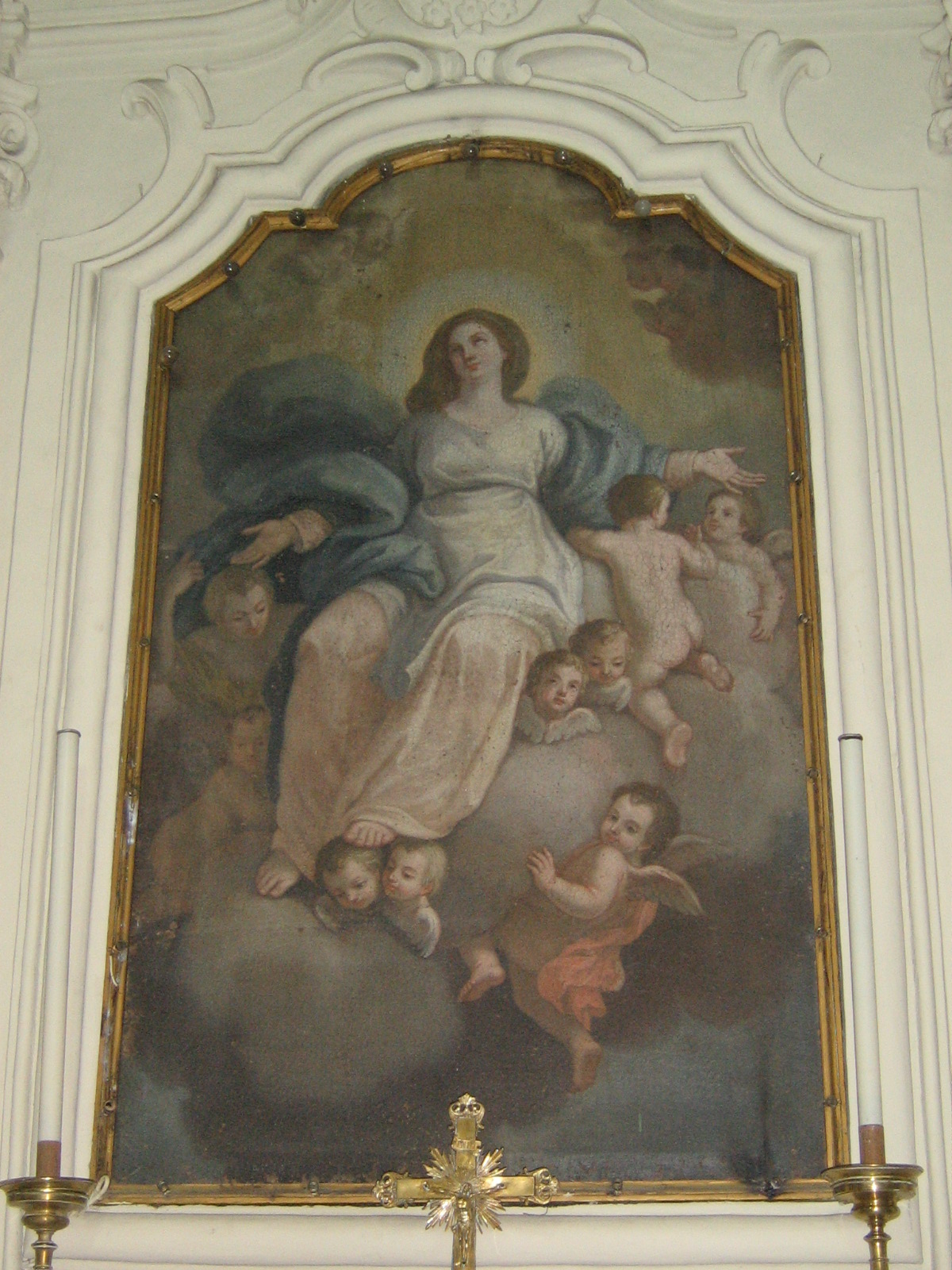
Tela dell'Assunta

La facciata, interamente realizzata in conci squadrati e levigati di pietra leccese, svetta altissima superando di oltre sette metri il lastrico solare, ed è articolata in due ordini suddivisi in tre settori da lesene sovrapposte. Le corpose trabeazioni includono una cornice fortemente aggettante ingentilita da una teoria di dentelli con pigne angolari, e le lesene, sostenute da un robusto piedistallo, presentano capitelli variamente foggiati: ionici quelli dell'ordine inferiore, tuscanici e compositi quelli dell'ordine superiore.
Dei tre semplici portali quello centrale, più ampio, è arricchito dalla presenza di due mensole scultoree poste a sostegno della pronunciata cornice, ed è sormontato da un oculo di modeste dimensioni. Il campanile, a pianta quadrata, reca un'incisione latina datata 1551.
In corrispondenza del secondo ordine, il settore centrale è concluso da un timpano triangolare sormontato da una croce, e ingloba al centro un'ampia edicola semicircolare coronata da un arco a tutto sesto, dallo stemma cittadino e da un timpano arcuato.
L'impianto planimetrico, suddiviso in tre navate da tre coppie di massicci pilastri posti a sostegno di arcate a tutto sesto, è orientato quasi esattamente secondo l'asse est-ovest, ed è dotato di un'unica abside semiottagona coperta da una mezza volta a ombrello poggiante su pronunciate lesene a libro. Ciascuna delle navate si articola in quattro campate, l'ultima delle quali, di più antica realizzazione, presenta uno sviluppo longitudinale leggermente ridotto.
I cinque altari presenti sono dedicati a Santa Margherita Maria Alacoque, alla Madonna Assunta, a san Nicola, a san Francesco da Paola e alla Madonna del Rosario.
In una nicchia della navata sinistra è custodita la settecentesca statua lignea a mezzo busto di san Nicola Vescovo, protettore di Cocumola.

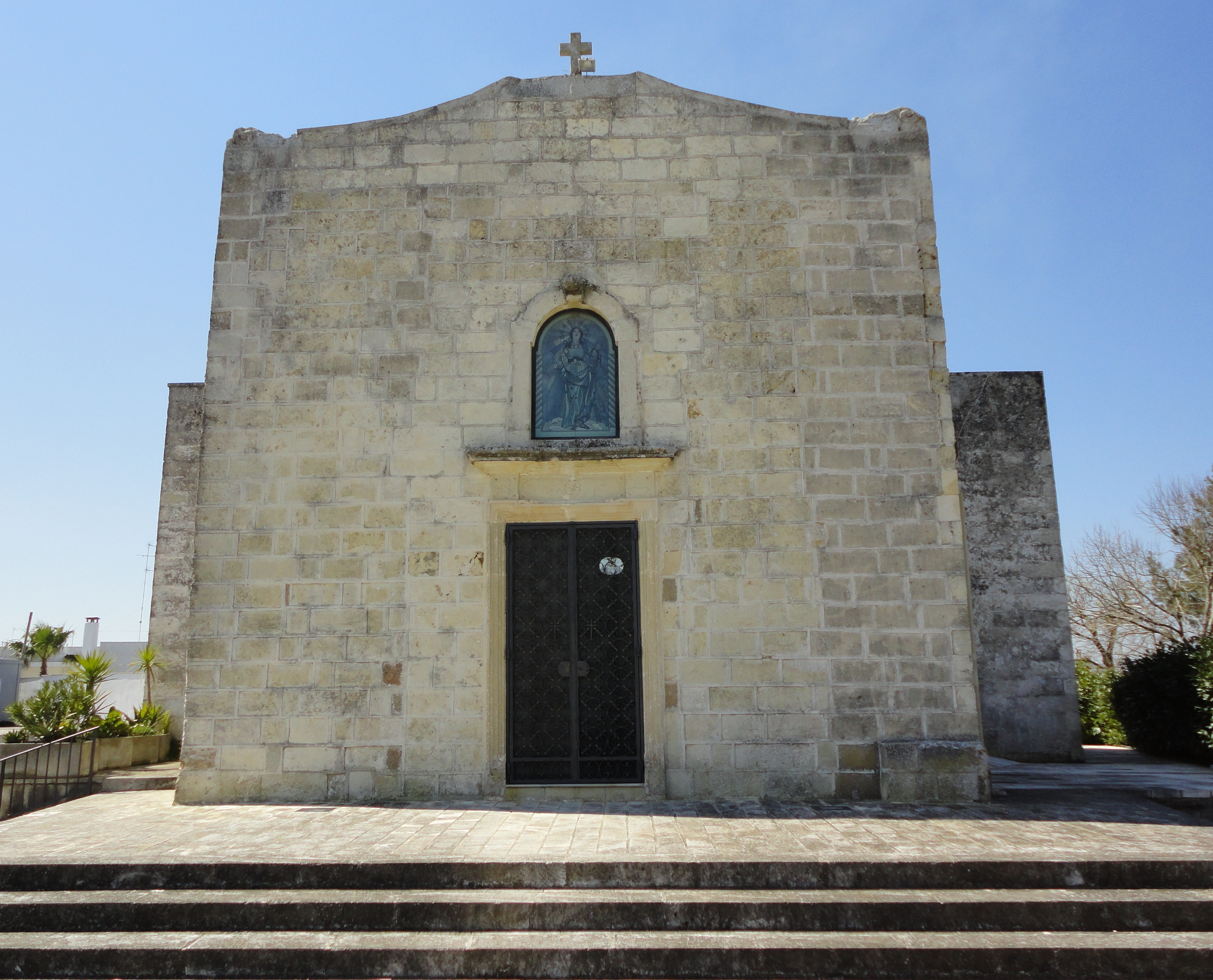
Chiesa della Madonna Assunta

#### Chiesa della Madonna Assunta
La chiesa della Madonna Assunta è citata per la prima volta in una visita pastorale del Seicento ("sub titulum Sanctae Mariae"). Fu ampliata nella metà del XVIII secolo con l'aggiunta del transetto.
La semplice facciata è composta da un portale datato 1751 e finestra centinata posti in asse. L'interno, a croce latina terminante in un'abside semicircolare, presenta una copertura con volta a botte. Unico elemento decorativo è il barocco altare maggiore in pietra leccese, scolpito con motivi floreali e vegetali.
Nel transetto sono custodite due statue lignee della Madonna Assunta, una delle quali venerata anche sotto il titolo di Madonna dell'Uragano, e un crocifisso processionale appartenente alla confraternita dell'Assunta che in questa chiesa ha officiato fino alla fine del XX secolo.
L'edificio è stato restaurato nel 1997.

#### Cappella della Madonna Immacolata
La cappella della Madonna Immacolata fu riedificata nel 1968 sulle rovine di una chiesa del XVIII secolo crollata negli anni cinquanta del Novecento. La facciata è costituita da un ampio portale sormontato da una statua lapidea della Vergine. L'interno è ad aula unica rettangolare con volta piana. Ospita le statue in pietra policroma di santa Lucia, di santa Rita da Cascia e della Madonna Immacolata provenienti dal vecchio edificio. Dell'originaria struttura rimane anche una lapide con un'epigrafe latina che ricorda la dedicazione all'Immacolata Concezione, il sacerdote committente (don Francesco Antonio Preite) e la data di costruzione in cifre romane MDCCLI (1751).

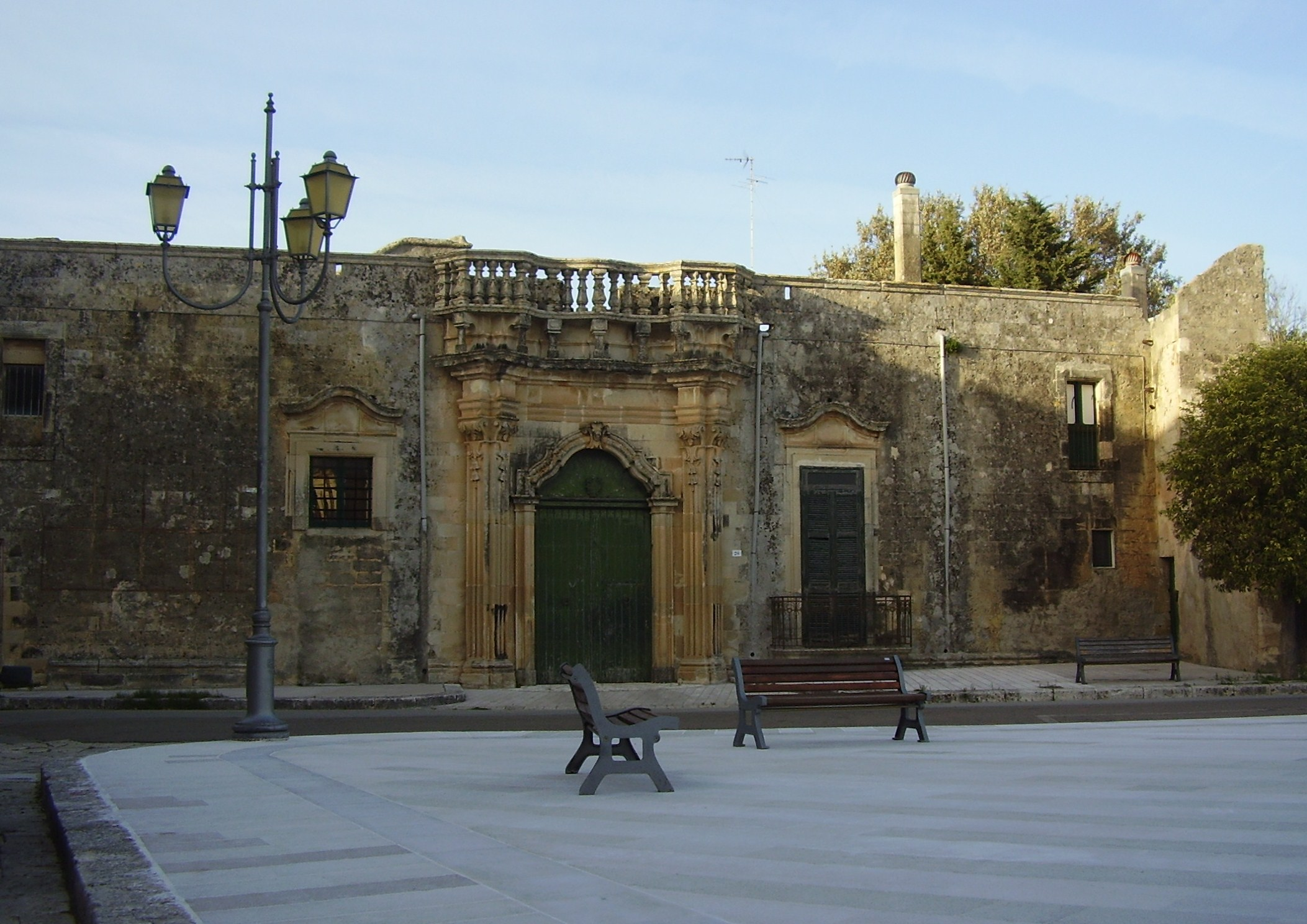
Palazzo Pasca

### Architetture civili

#### Palazzo Pasca
Palazzo Pasca fu edificato nella seconda metà del XVI secolo ed ingloba una torre quadrangolare di fine Quattrocento. L'edificio si affaccia sulla centrale piazza San Nicola e presenta un prospetto caratterizzato da un elaborato portale barocco del Settecento sormontato da una balaustra. L'edificio si distribuisce su un unico piano intorno ad un cortile centrale su cui si affacciano tutti gli ambienti. La parte nobile del palazzo è arredata con mobili d'epoca essendo ancora abitata dai proprietari. Altri ambienti ospitano i magazzini, le scuderie e le stalle. Un ampio giardino si apre sul lato destro dell'edificio e custodisce un grande esemplare di Quercia Vallonea pluricentenaria. Nel giardino è presente un'edicola barocca.

#### Lazzaretto
Il Lazzaretto costituiva il luogo in cui venivano ricoverate le persone colpite da gravi malattie, spesso contagiose come la malaria. Dell'antico edificio rimane solo l'arco di accesso su cui è incisa la data 1689. Oggi l'arco è l'ingresso a una corte in cui si affacciano abitazioni private.

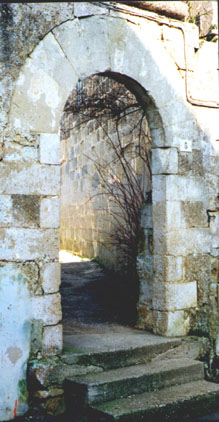
Portale Lazzaretto
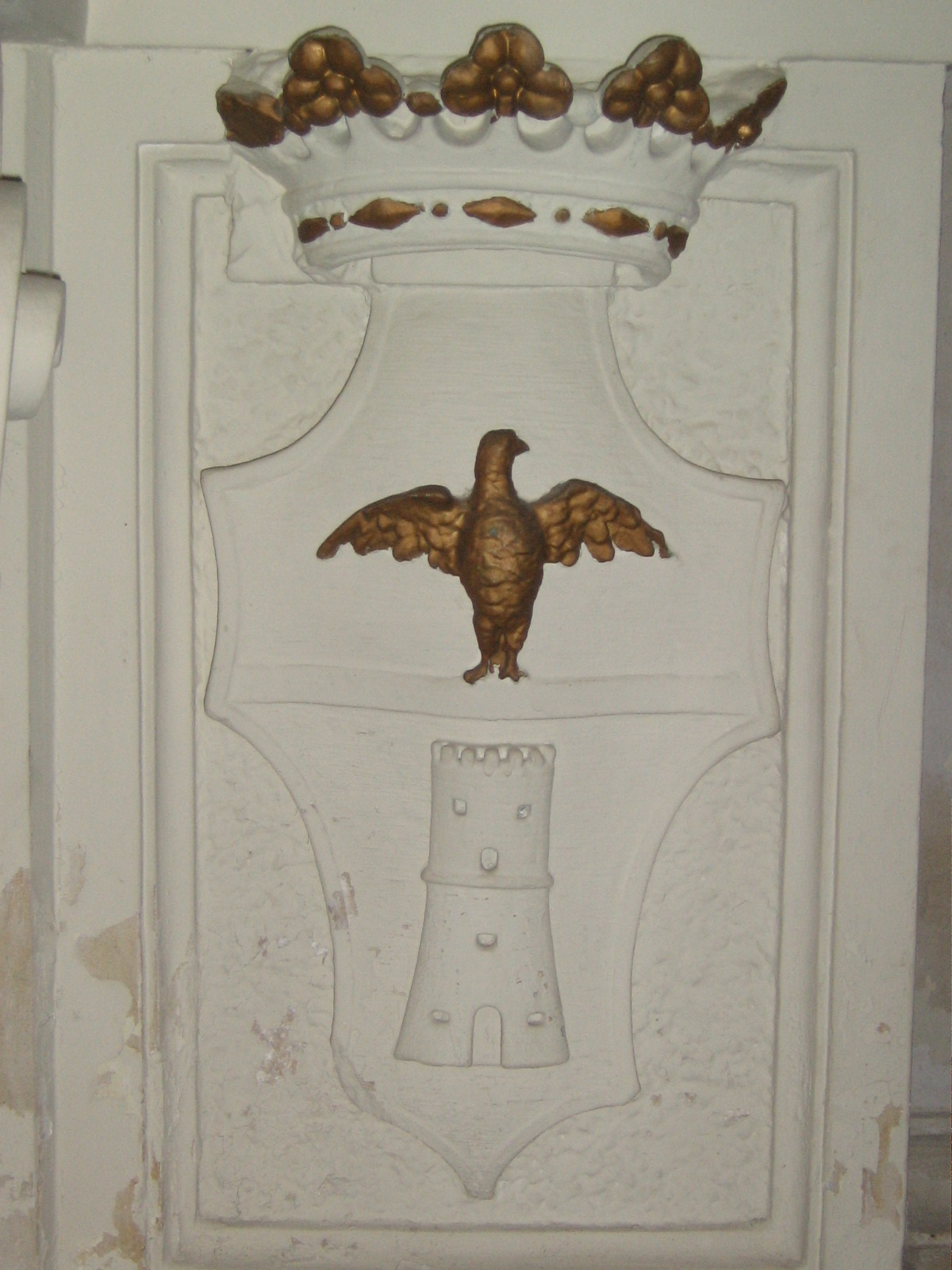
Stemma di Cocumola

### Altro

#### Piazza San Nicola
Piazza San Nicola è la piazza principale del paese. Ha una forma triangolare e su di essa si affacciano alcuni settecenteschi e ottocenteschi palazzi, appartenuti a famiglie nobili locali. Vi si affaccia anche il palazzo baronale dei Pasca. Al centro si erge la colonna votiva di San Nicola eretta nel 1872. Costruita interamente in pietra leccese, è a base quadrata e termina con la statua del santo. Sulla facciata rivolta a N presenta lo stemma civico raffigurante una torre.

### Siti archeologici

#### Menhir
- Menhir della Croce

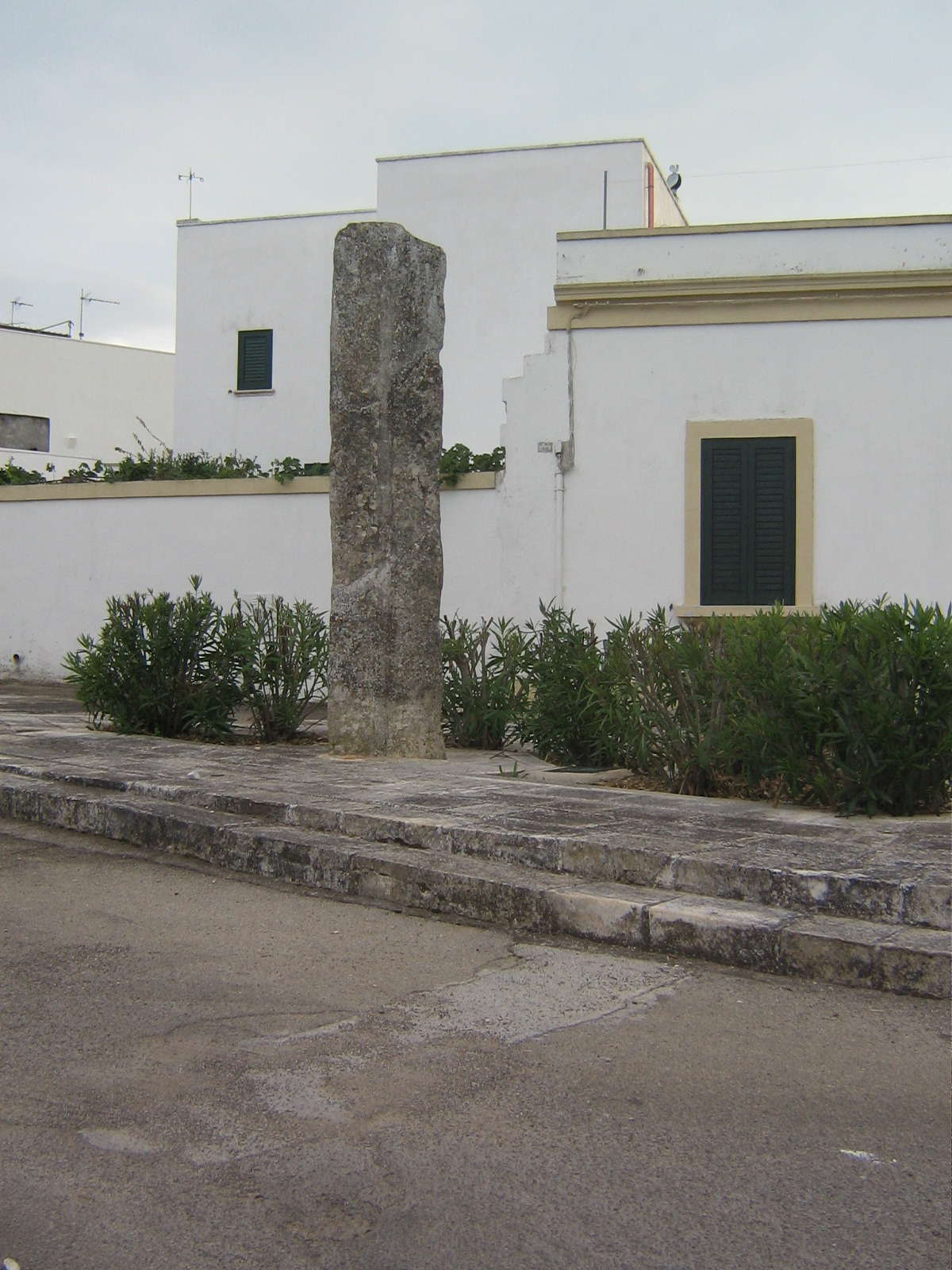
Menhir della Croce

Lo storico Cosimo De Giorgi lo aveva rilevato con una altezza di 375 cm. Oggi ne rimane un tronco di 320 cm profondamente attaccato da formazioni di licheni e con evidenti segni di restauro soprattutto sulle facce esposte a S e a N. Il menhir (63 x 24 cm) è infisso al centro di una piazzetta di blocchi di pietra calcarenitica (tufo) con aiuole in un trivio di strade nell'abitato.
- Menhir Pizzilonghi-Urpinara

## Cultura

### Cucina

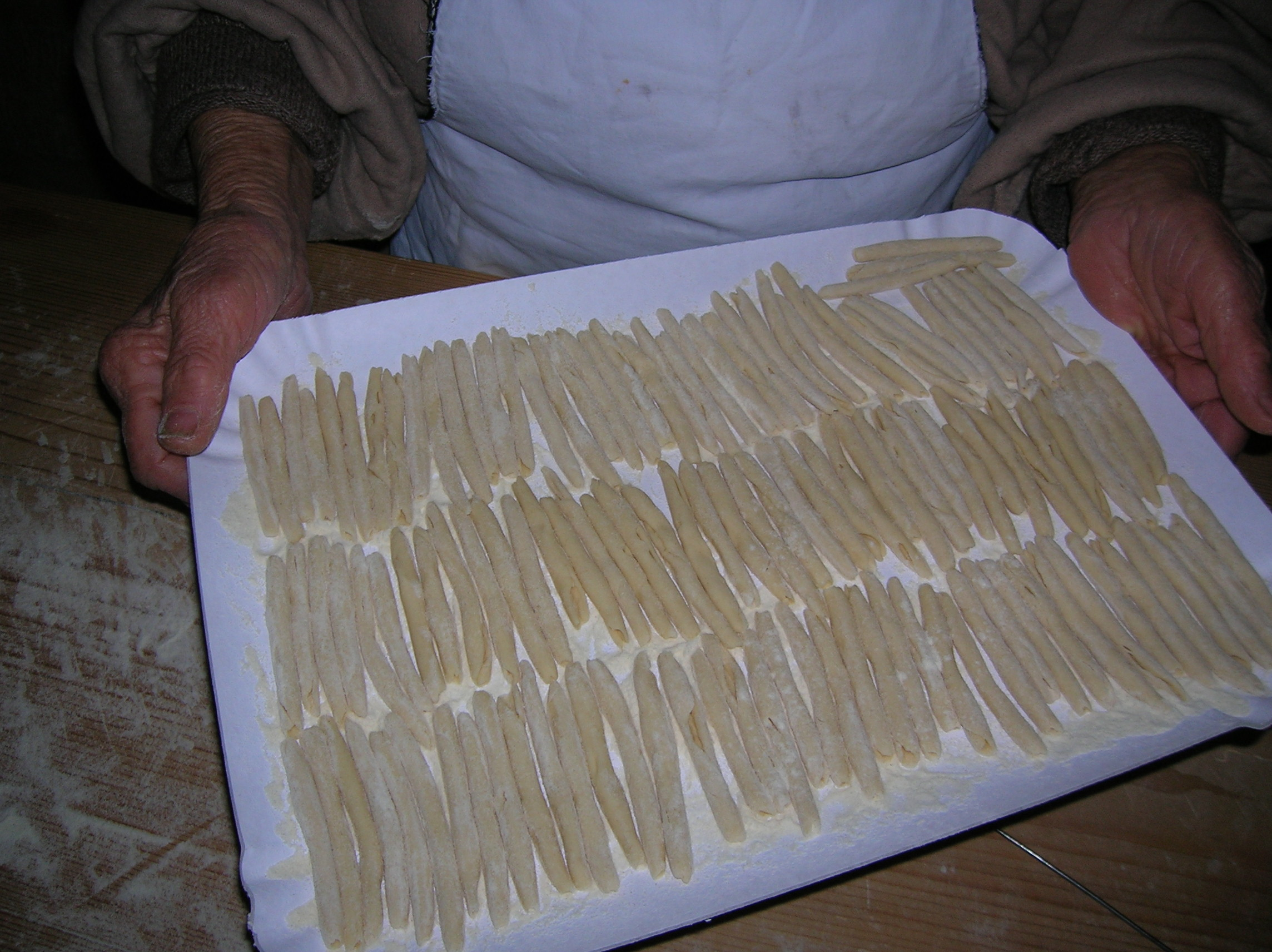
Minchiareddhri

La cucina tipica di Cocumola appartiene alla rinomata cucina salentina.
Sebbene povera per gli ingredienti usati, (quali farina, verdure, pesce ecc.), la cucina salentina è ricca di fantasia.
Tra le pietanza rinomate si ricordano le "orecchiette" e i maccheroni, (in dialetto "maccarruni" o "minchiareddhri"), le svariate verdure selvatiche, la carne di cavallo, il rustico, lo spumone e per quanto riguarda i dolci i purceddhruzzi, il pasticciotto e i mustazzoli.
Nella preparazione di tutti questi piatti, molto usate sono le spezie della macchia mediterranea, quali: la salvia, il rosmarino, il timo, la maggiorana, l'origano e la menta.
La fantasia domina soprattutto nei dolci che risentono dell'influenza del mondo orientale (bizantini e arabi). La presenza di ingredienti quali le mandorle, il miele e la cannella è tipica di molte regioni del vicino oriente e delle coste del mar Mediterraneo.
A Cocumola si producono inoltre ottimi gelati artigianali. Presente è anche la produzione di marmellate e liquori di ottima qualità che vengono esportati in diversi Stati d'Europa ma anche in America.

### Eventi

#### Festa di San Nicola
Si celebra il 9 maggio: nella prima data per ricordarne la morte, mentre nella seconda si ricorda la traslazione delle ossa del santo da Mira a Bari.

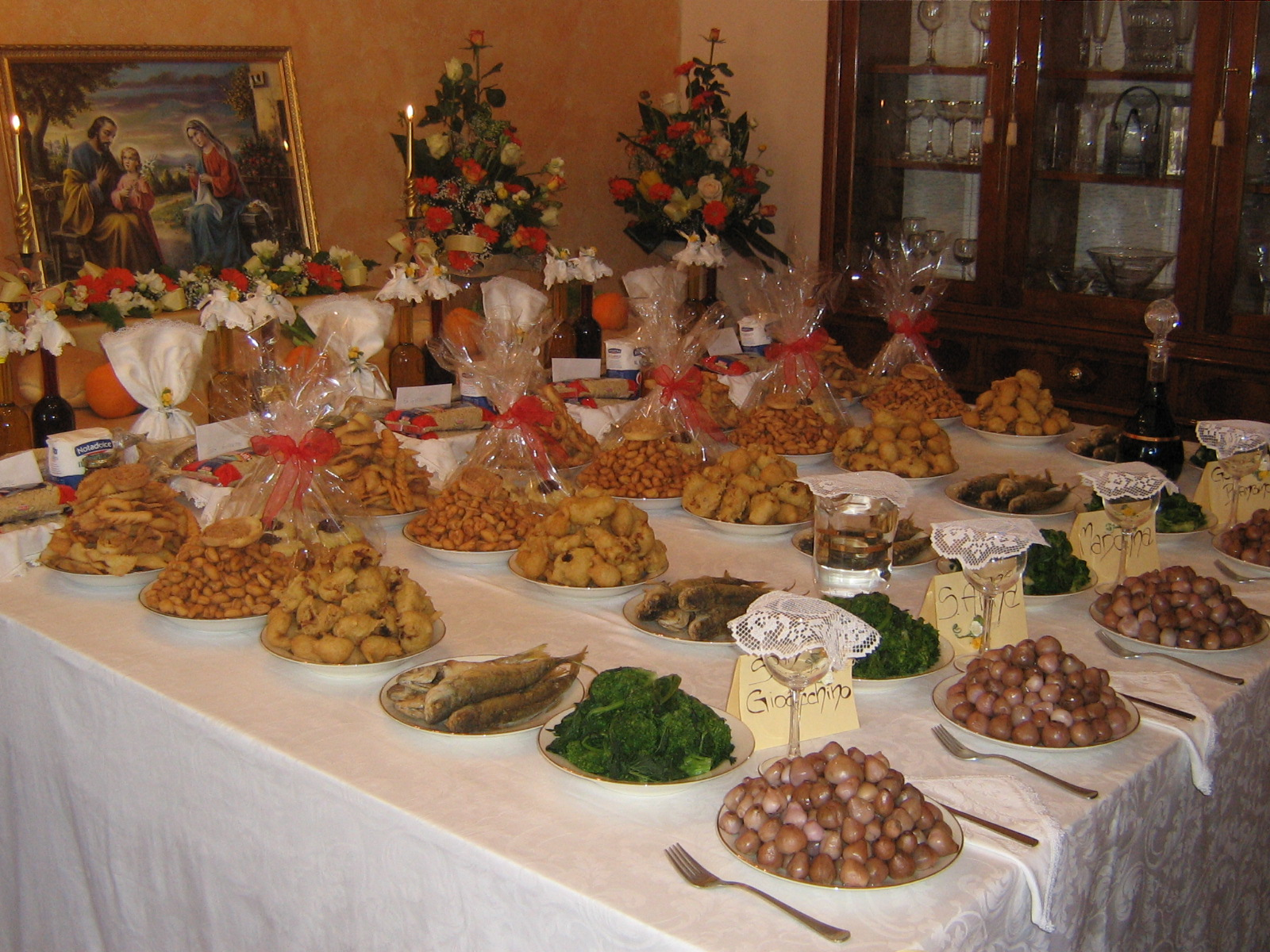
Tavola di San Giuseppe

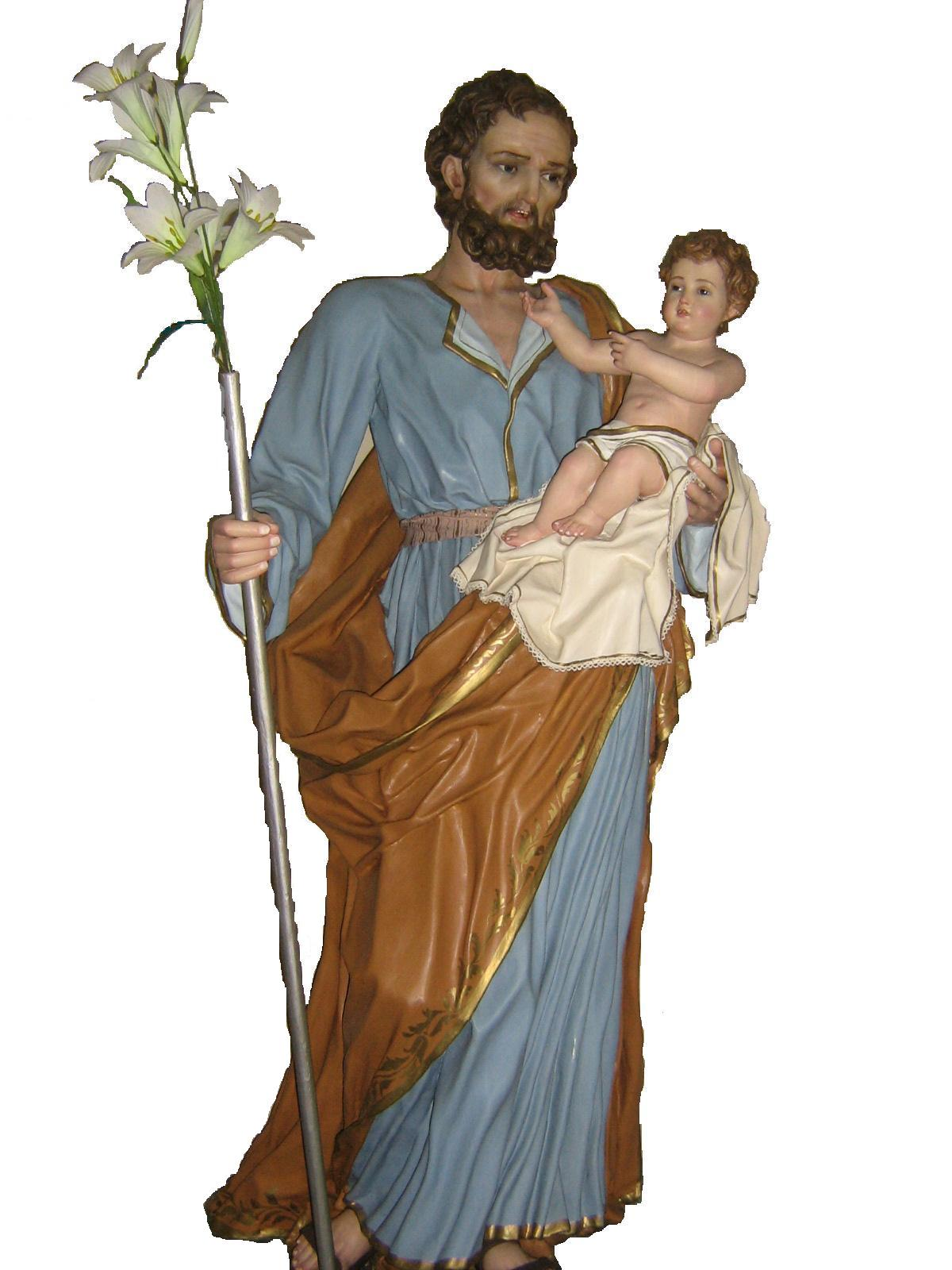
Simulacro di san Giuseppe del XVIII secolo (cartapesta) venerato a Cocumola

#### Sagra e Tavola di San Giuseppe
Si svolge la terza domenica di marzo. Durante la sagra si distribuiscono i prodotti tipici delle tavole di San Giuseppe, (vermiceddhri, pittule, pesce fritto, lampascioni). Inoltre si imbandisce una grande tavola di "tredici santi" impersonati da altrettante persone del paese.

#### Tavole di San Giuseppe
Le Tavole di San Giuseppe vengono realizzate ogni anno il 19 marzo. Nelle abitazioni private le famiglie dei devoti realizzano per voto al santo delle grandi tavolate, che ospitano dai tre ai tredici "santi", impersonati da parenti o amici. Queste tavolate sono composte da una serie di piatti tipici, che vanno dalle rape ai "vermiceddhri" (tipo di pasta con i cavoli), dal pesce alla tradizionale zeppola di San Giuseppe; un tempo il cibo era destinato alle famiglie più indigenti.

#### Festa e Fiera Madonna dell'Uragano
La festa in onore della Madonna dell'Uragano si svolge durante il secondo fine settimana di settembre. La manifestazione viene organizzata presso l'antica chiesetta dedicata alla Vergine che, il 10 settembre 1832, protesse e salvò il paese da un terribile uragano.
I solenni festeggiamenti si aprono il venerdì con la Sagra della Puccia per poi proseguire il sabato e la domenica.
Il sabato è la volta della processione con l'accensione dei fuochi pirotecnici. In serata funzionano stand gastronomici e si esibiscono noti gruppi musicali. Nella mattinata di domenica si svolge invece la fiera-mercato con prodotti artigianali, bestiame, mezzi agricoli e nautici. Per tutta la giornata si susseguono le gare equestri che richiamano centinaia di visitatori.

#### Sagra della Puccia
Si tratta di un'importante sagra salentina durante la quale si distribuisce la tradizionale Puccia farcita con peperonata. Si svolge ogni anno il venerdì antecedente la seconda domenica di settembre e apre i festeggiamenti in onore della Madonna dell'Uragano.

#### Premio Letterario Internazionale Vittorio Bodini
Prima decade di settembre. Si tratta di un premio letterario dedicato alla figura di Vittorio Bodini, il più importante poeta salentino del Novecento. Fu istituito dall'amministrazione comunale nel 2006, per rendere omaggio al poeta che descrisse il piccolo centro in una nota poesia. Partecipazione e premiazione di ospiti illustri.
Artisti Premiati
- Edizione 2007 - Michele Mirabella
- Edizione 2008 - Carmen Lasorella
- Edizione 2009 - Tiziano Scarpa
- Edizione 2010 - Mario Desiati
- Edizione 2011 - Ivan Cotroneo
- Edizione 2012 - Lamberto Pignotti

## Economia

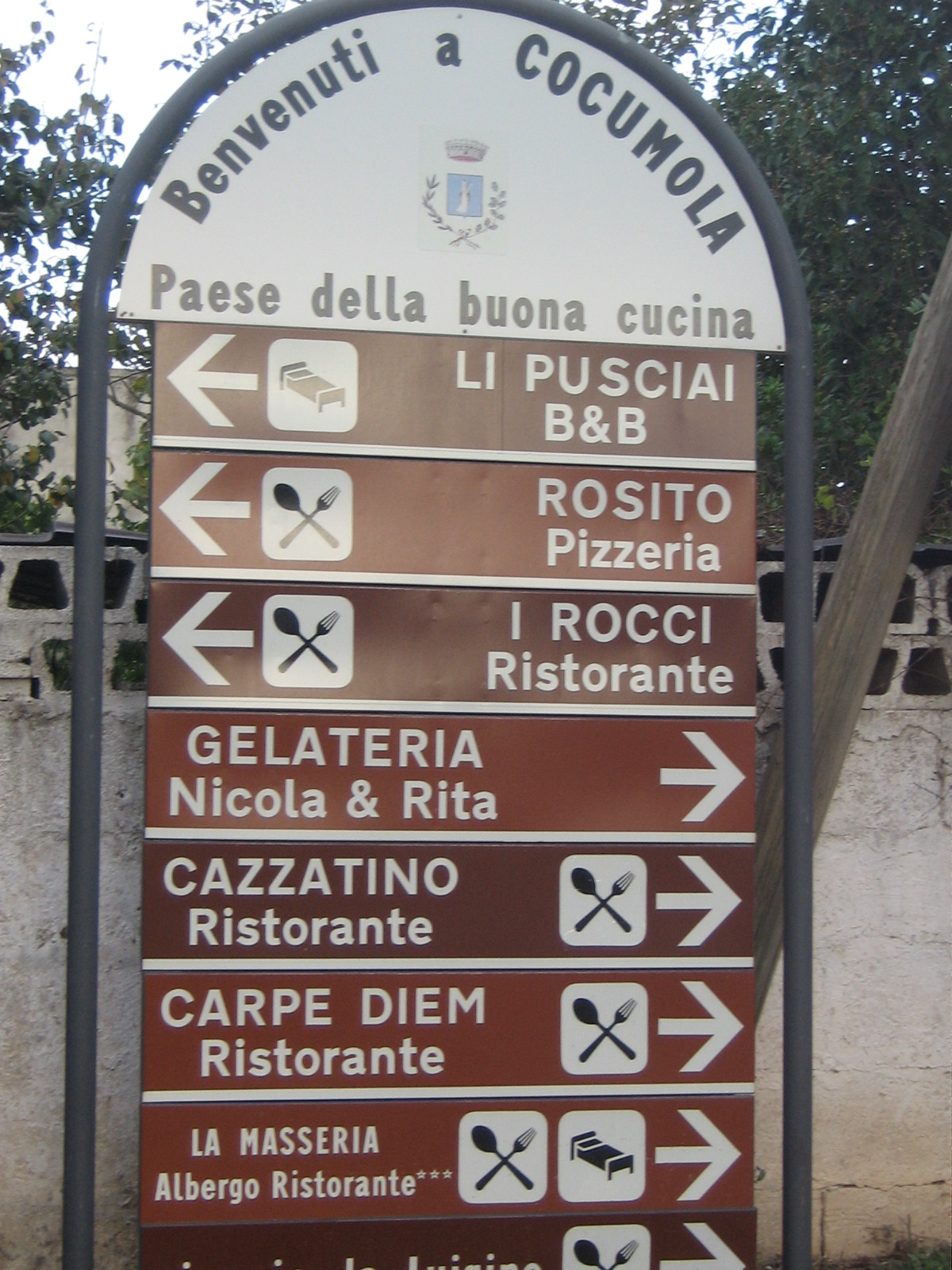
Segnaletica strutture ricettive

L'economia di Cocumola si basa sul lavoro contadino (produzione di olio di oliva ed ortaggi) ben mescolato con quello terziario. Sono presenti inoltre alcuni scatolifici, un'azienda di confezionamento di prodotti agricoli e aziende artigianali operanti nel settore del vestiario, del legno e delle confetture.
Un altro settore che interessa molto da vicino l'economia del centro è il Turismo. Da circa un ventennio Cocumola ha registrato e conosciuto un forte incremento di strutture ricettive e alberghiere. La frazione è così divenuta in pochi anni un passaggio "obbligatorio" per chi vuole degustare le specialità della cucina salentina. È singolare che in un paese di mille abitanti vi siano più di 10 strutture ricettive, con una media di 1 ristorante ogni 100 abitanti.
Dal 2006 l'amministrazione comunale di Minervino di Lecce, comune di cui Cocumola fa parte, ha nominato la frazione Paese della Buona Cucina.